# ジャン・ヴィクトル・マリー・モロー
ジャン・ヴィクトル・マリー・モロー（フランス語: Jean Victor Marie Moreau, 1763年2月14日 - 1813年9月2日）は、フランス革命戦争・ナポレオン戦争期の軍人。ナポレオンのライバルのような存在だった。
フランス革命によって将軍となり、ナポレオン戦争においても活躍した。1800年のホーエンリンデンの戦いでオーストリア軍のヨハン大公を破ったことで国民的英雄となっていたが、1802年以降ナポレオンと不和となり、王党派に鞍替えした。イギリス首相小ピットからの援助によるクーデター計画に加わったため、流刑になった。
後にロシア皇帝アレクサンドル1世に招かれ、ロシア軍元帥となったが、ドレスデンの戦いで砲撃によって負傷し、プラハで没した。